# Hirschgraben (Hamburg)
Der Hirschgraben ist eine 650 Meter lange Innerortsstraße in den Hamburger Stadtteilen Eilbek und Hamm. Sie ist vorwiegend mit mehrgeschossigen Wohnhäusern und wenigen Geschäften bebaut, trägt die amtliche Schlüsselnummer H466 und liegt vollständig im Postleitzahlbereich 22089.

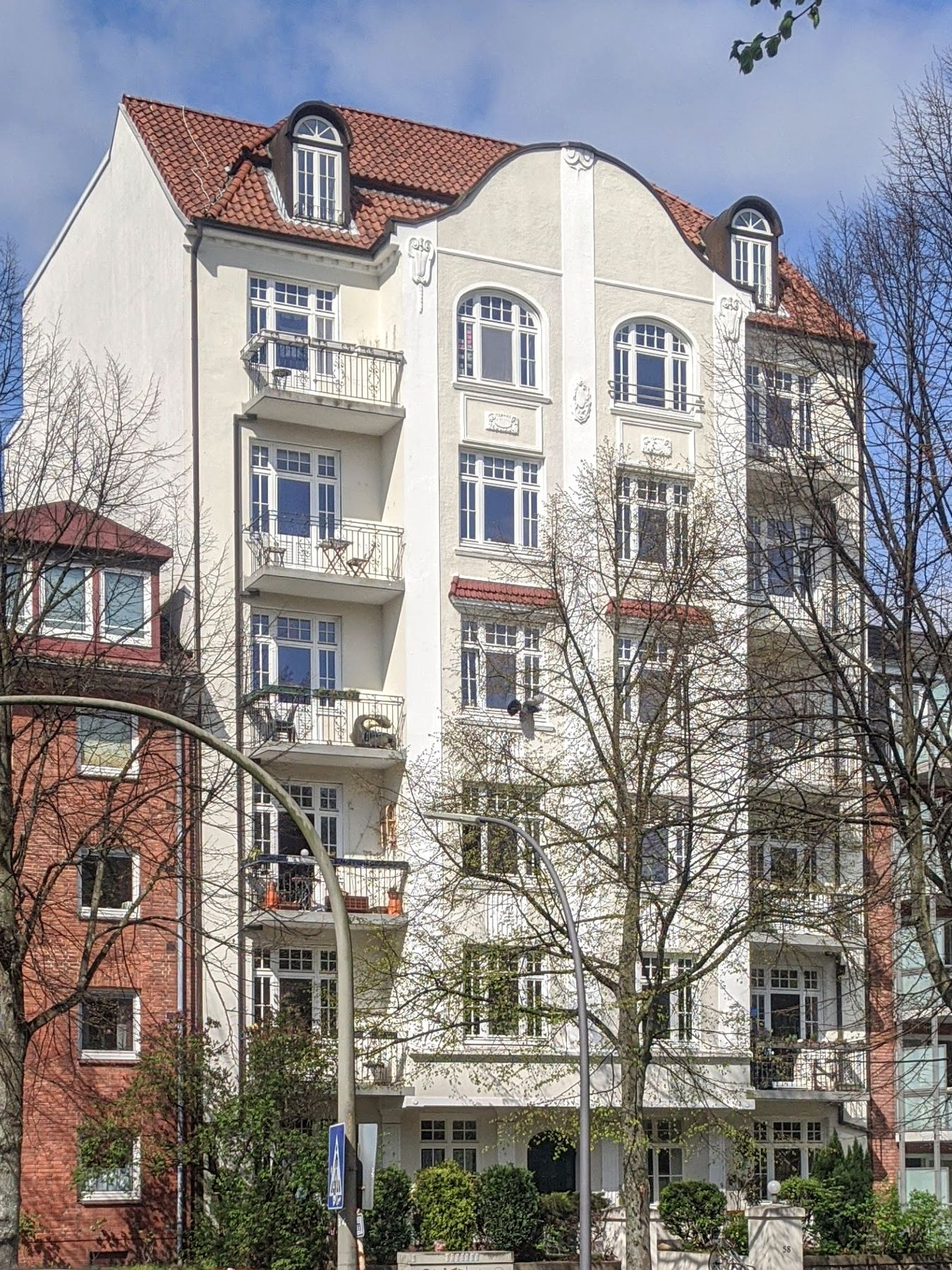
Denkmalgeschütztes Wohnhaus Nr. 58.

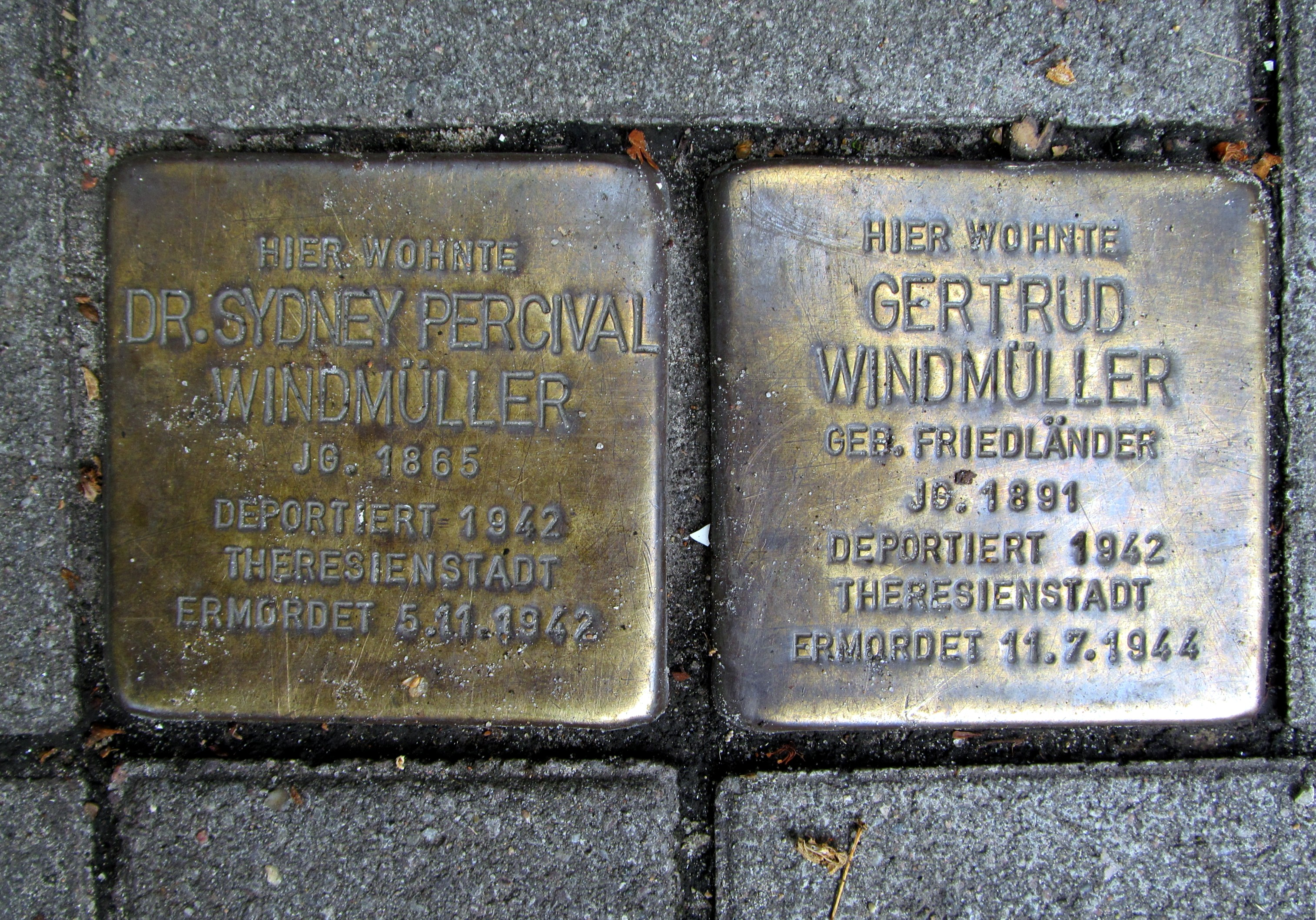
Stolpersteine vor dem Haus Nr. 58.

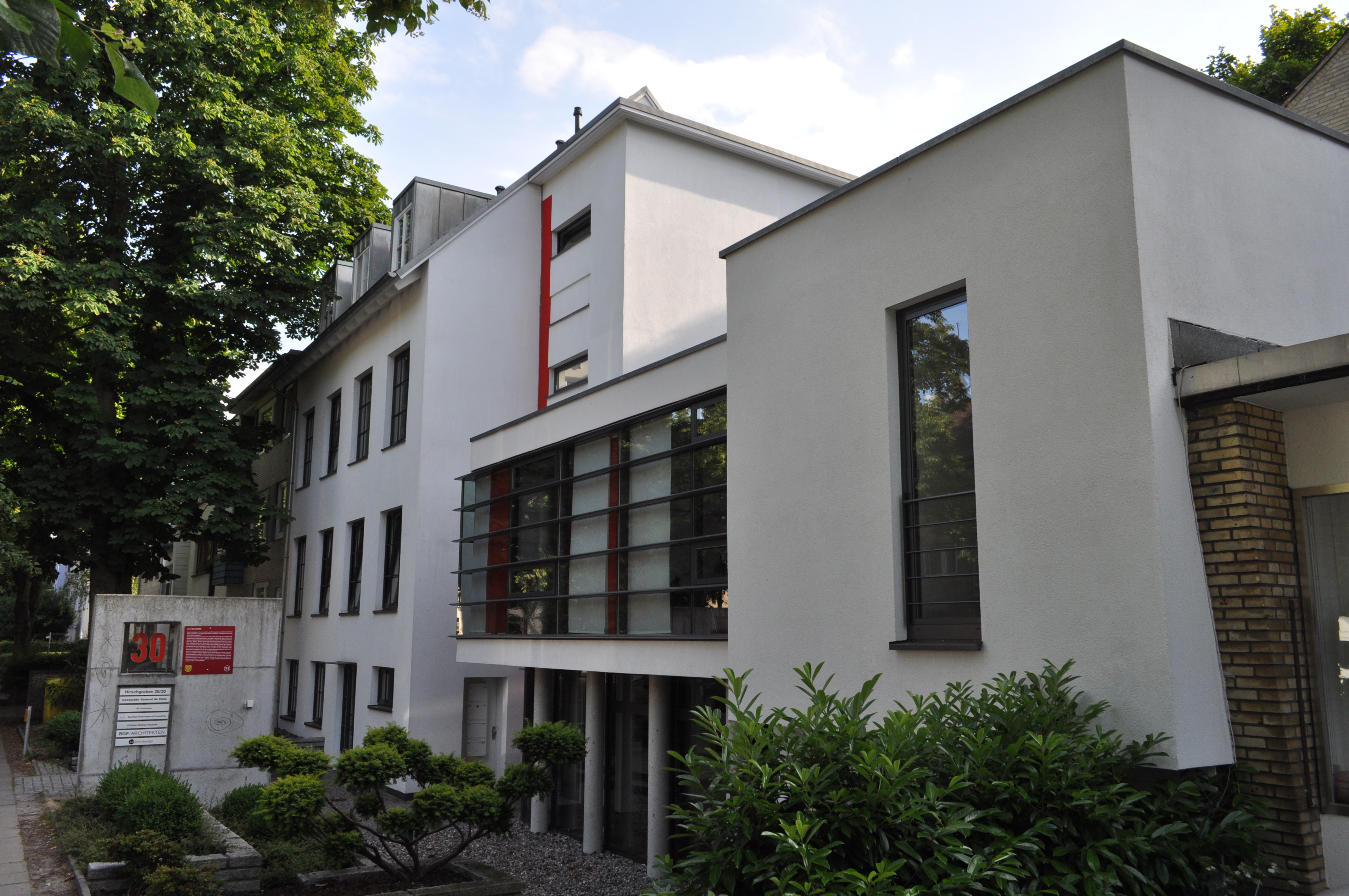
Hirschgraben 30, Generalkonsulat der Republik Chile

## Verlauf
Der Hirschgraben beginnt an der Wandsbeker Chaussee und verläuft in südlicher Richtung bis zur Sievekingsallee. Er kreuzt die Papenstraße, Kiebitzstraße und Hasselbrookstraße, unterquert dann die Bahntrasse der Lübecker Eisenbahn sowie der S-Bahn nach Ohlsdorf und Poppenbüttel und kreuzt anschließend noch die Marienthaler Straße. Das Tempolimit beträgt durchgehend 30 km/h. In der Nähe liegen der Eilbeker Bürgerpark, die Friedenskirche, die Hasselbrookschule, eine Kita und zwei Spielplätze.

## Geschichte
Die Straße wurde um 1866 angelegt, als dieser Teil des ehemaligen Waldgebietes Hasselbrook von Nordwesten her erschlossen und bebaut wurde. Der Name „Hirschgraben“ geht auf einen Vorschlag des damaligen Senatsarchivars und Heimatforschers Otto Beneke zurück, der den in alten Karten auch als Hertzebrock verzeichneten Flurnamen der Gegend als „Hirschbruch“ deutete. Der Name Hirschgraben galt damals allerdings nur für den nördlichen Straßenabschnitt zwischen Wandsbeker Chaussee und Hasselbrookstraße, der Abschnitt südlich der Hasselbrookstraße gehörte hingegen ursprünglich zur Jordanstraße. Erst in den 1950er Jahren wurde die Jordanstraße durch die Verlängerung der Sievekingsallee in zwei Sackgassen zerteilt und der nördliche Teil dem Hirschgraben zugeschlagen.

## Besondere Bauten
Das Etagenhaus Hirschgraben 58 (ursprünglich zur Jordanstraße gehörend) stammt von 1905 und steht als eines der wenigen Zeugnisse der Vorkriegsbebauung unter Denkmalschutz. Bemerkenswert ist außerdem eine ehemalige Gewürzmühle im Hirschgraben 30, deren Anbau heute das Generalkonsulat der Republik Chile beherbergt.

## Radverkehr
Der Hirschgraben ist auf seiner gesamten Länge Teil der Veloroute 13, die als Ringroute von Altona über Eimsbüttel, Winterhude und Barmbek nach Hamm verläuft. Seit Mitte 2020 wurde er fahrradfreundlich umgebaut, z. B. durch den Ersatz des Kopfsteinpflasters durch eine Asphaltdecke, die Neugestaltung der Kreuzungsbereiche zur Papenstraße, zur Hasselbrookstraße und Marienthaler Straße sowie der Querung der Sievekingsallee.